# Negociador
Negociador (en llatí plural Negociatores) va ser el nom que es donava a uns homes de negocis romans establerts a províncies que cap al final de la república romana. Deixaven diners a elevat interès o especulaven amb el gra, comprant el que consideraven adient i que després enviaven a Roma o altres llocs segons el preu.
La seva activitat principal però eren els préstecs amb usura i d'aquests personatges van derivar les paraules negotia (negoci), negotiatio (negociació) i negotiari (negociant). Cal distingir-los dels publicans i dels mercatores (comerciants).
Els negociatores de províncies eren equivalents als feneratores (prestadors, usurers), que exercien a Roma o als argentari (banquers) de Roma.
Els negotiatores, com els publicani, pertanyien a l'orde eqüestre. Les persones de rang senatorial, que tenien prohibit dedicar-se al comerç, compartien indirectament els guanys, a canvi de donar-los-hi el seu suport. Es coneix el cas de Marc Juni Brut, que, actuant a través d'un altre, el negociador Publi Escapci, va prestar diners a l'estat de Salamina a Xipre a un interès del 48 per cent. Escapci, després d'haver obtingut tropes d'Api Claudi, procònsol de Cilícia, va maltractar tant el senat de Salamina que van morir cinc senadors. Ciceró, el procònsol que hi va haver a continuació, va tenir prou honestedat com per buscar una liquidació moderada i justa del deute, però no va tenir prou resolució per fer-ho complir.